# Adolf Fischer (Generalmajor)
Adolf Fischer (* 23. Juli 1893 in Schwerte; † 23. Oktober 1947 in Belgrad) war ein deutscher Generalmajor der Wehrmacht und als Chef der Kampfgruppe Südost für Kriegsverbrechen in Kroatien verantwortlich.

## Leben

### Erster Weltkrieg und Weimarer Republik
Adolf Fischer trat am 15. August 1914 in das 115. Leibgarde-Infanterie-Regiment ein und wurde zum Monatsende in die 2. Ersatz-MG-Kompanie des XVIII. Armee-Korps versetzt. Bevor er zum Kompanieoffizier in der 1. MG-Kompanie des 110. Landwehr-Infanterie-Regiments ernannt wurde, war er mit einem Feld-MG-Zug an den Kämpfen beteiligt.
Am 22. März 1915 zum Leutnant der Reserve befördert, wurde er Kompaniechef in verschiedenen MG-Kampanien des Regiments.
Im September 1917 wurde er Adjutant auf Zeit im II. Landwehr-Infanterie-Bataillon. Nach dem verlorenen Krieg wurde er in das Bezirkskommando Darmstadt versetzt und zum Jahresbeginn 1919 mit der Führung eines Füsilier-Regiments beauftragt.
Nach der Bildung des Freikorps Hacketau im März 1919 wurde er dort als Kompanieführer eingesetzt. 1920 wurde das Freikorps in das Reichswehr-Schützen-Regiment XIV überführt. Dort wurde er zum Oberleutnant ernannt und wechselte in den Polizeidienst, wo er Leiter verschiedener Polizeidienststellen wurde. Zuletzt war er, bevor er am 16. März 1936 zur Wehrmacht kam, als Polizeimajor Kommandeur der Landespolizeidirektion Hanau.

### Zweiter Weltkrieg
Er wurde zunächst Bataillonskommandeur im 80. Infanterie-Regiment/88. Infanterie-Regiment und blieb bis zum 4. Juni 1940 in dieser Stellung, als er Kommandeur des 459. Infanterie-Regiments der 251. Infanterie-Division wurde. Am 15. Oktober 1943 kam er in die Führer-Reserve beim Oberkommando des Heeres und nahm an einem Divisionsführerlehrgang teil. Im März 1944 übernahm er die Vertretung krankgeschriebener Divisionskommandeure und wurde im Mai 1944 mit der Führung der zur Heeresgruppe Süd gehörenden 367. Infanterie-Division beauftragt.
Im September 1944 zur Heeresgruppe E abkommandiert, wurde er Führer der Kampfgruppe Südost (auch Kampfgruppe Fischer genannt), die an Kriegsverbrechen auf dem Balkan beteiligt war. Nach der Kapitulation am 8. Mai 1945 kam er in jugoslawische Gefangenschaft, wurde wegen Kriegsverbrechen verurteilt und am 23. Oktober 1947 durch ein Erschießungskommando hingerichtet.

### Auszeichnungen
- 25. Mai 1916 Eisernes Kreuz II. Klasse
- 21. Mai 1917 Ritter II. Klasse Orden vom Zähringer Löwen
- 10. Juni 1920 Eisernes Kreuz I. Klasse
- 1934 Ehrenkreuz für Frontkämpfer
- 2. Oktober 1936 Dienstauszeichnung der Wehrmacht 4. Klasse, 4 Jahre
- 1939 Dienstauszeichnung der Wehrmacht 1. Klasse, 25 Jahre
- 21. Mai 1940 Spange zum EK II
- 20. Juli 1941 Spange zum EK I
- 25. Juli 1941 Verwundetenabzeichen 1939 in Schwarz
- 1941 Infanterie-Sturmabzeichen in Silber
- 19. Januar 1942 Deutsches Kreuz in Gold als Kdr. IR 459, 251. I-Div.
- 18. Juli 1942 Medaille „Winterschlacht im Osten 1941/42“ (Ostmedaille)
- 4. Mai 1944 Ritterkreuz des Eisernen Kreuzes[2]